# 高橋太朗
高橋 太朗（たかはし たろう）は日本の財務官僚。

## 来歴
愛知県出身。東海高等学校、名古屋大学経済学部卒業。2001年 財務省入省（理財局総務課）。2006年6月から北京大学へ留学。2009年7月 大臣官房総合政策課長補佐（企画）。成長戦略の策定に携わる。2012年 主計局総務課長補佐（歳入・国債係主査）。同年 新潟県総務管理部地域政策課長。2014年 新潟県総務管理部財政課長。2016年 主計局主計官補佐（厚生労働第六、七係主査）兼主計局司計課予算執行調査官。2017年7月10日 理財局財政投融資総括課長補佐（総括・企画・財務分析）兼理財局財政投融資総括課企画調整室長。財政投融資計画全体の進捗管理・内容調整を行った。2020年7月22日 熊本県企画振興部長。

## 略歴
- 2001年4月：財務省入省（理財局総務課）。
- 2002年：理財局国債課。
- 2003年：仙台国税局調査査察部。
- 2004年7月：金融庁総務企画局企業開示参事官室。
- 2005年7月：金融庁総務企画局企画課。
- 2006年6月：留学（北京大学）。
- 2008年7月：大臣官房秘書課長補佐（大臣政務官秘書官）。
- 2009年7月：大臣官房総合政策課長補佐（企画）[5]。
- 2010年：主計局主計企画官補佐（財政分析係主査）。
- 2011年：主計局調査課主計企画官補佐[7]。
- 2012年：主計局総務課長補佐（歳入・国債係主査）。
- 2012年8月：新潟県総務管理部地域政策課長。
- 2014年：新潟県総務管理部財政課長。
- 2016年：主計局主計官補佐（厚生労働第六、七係主査） 兼 主計局司計課予算執行調査官。
- 2017年7月10日：理財局財政投融資総括課長補佐（総括・企画・財務分析） 兼 理財局財政投融資総括課企画調整室長[6]。
- 2018年7月13日：理財局総務課長補佐 兼 理財局総務課政策調整室長 兼 理財局財政投融資総括課企画調整室長。
- 2018年7月17日：理財局総務課長補佐 兼 理財局総務課政策調整室長。
- 2020年7月1日：大臣官房企画官 兼 理財局総務課政策調整室長。
- 2020年7月22日：熊本県企画振興部長。
- 2023年7月1日：大臣官房付。